# HMS Ilex (D61)
HMS «Айлекс» (D61) (англ. HMS Ilex (D61) — військовий корабель, ескадрений міноносець типу «I» Королівського військово-морського флоту Великої Британії за часів Другої світової війни.
HMS «Айлекс» був закладений 16 березня 1936 на верфі компанії John Brown & Company, Клайдбанк. 7 липня 1937 увійшов до складу Королівських ВМС Великої Британії.